# Dielektromos állandó
A dielektromos állandó az anyagok elektromos mezővel való kölcsönhatását jellemző mennyiség. A dielektromos állandó kifejezés helyett célszerű a relatív (statikus) permittivitás fogalmát használni.
Ha egy térben elektromos töltések halmozódnak fel, a pozitív és negatív töltések között elektromos térerősség jön létre, melynek nagysága függ a töltéseket körülvevő, a teret kitöltő anyagtól. A tér anyaggal való kitöltése után a térerősség megváltozik. 
A dielektromos állandó mértéke megmutatja, hogy egy anyagra ható feszültség hatására tárolt elektromos energia milyen méretékben változik a vákuumhoz képest.
Más megfogalmazásban: a dielektromos állandó egy kondenzátor kapacitásának aránya ahhoz képest, hogy ha ugyanez a kondenzátor lemezei között vákuum lenne, azaz a relatív dielektromos állandó azt mutatja meg, hányszorosára nő egy kondenzátor kapacitása, ha a fegyverzetei közötti teret vákuum helyett a vizsgált dielektrikummal töltjük ki. 
A dielektromos állandó hőmérséklet-, frekvencia-, és nyomásfüggő. Egy anyag dielektromos állandójának kondenzátoroknál van szerepe, mert ez határozza meg, hogy az anyag mekkora kapacitásnövekedést okoz a levegőhöz képest, melyet egységként tekintenek. Vannak anyagok, melyek dielektromos állandója változik a frekvenciával, növekvő frekvenciánál pl. csökken. Például:  epoxi műgyanta 3,7-3,4, papír 3,3-2,8, polietilén 2-1.8, porcelán 5,4-5,0.

## A kondenzátor kapacitása
A két egymással szemben elhelyezett fémlemezből álló, úgynevezett síkkondenzátor kapacitása geometriai méreteitől, valamint a két fegyverzet közötti szigetelőanyagtól függ: 

{\displaystyle C={\frac {\varepsilon _{0}\varepsilon _{r}A}{d}}}
ahol 
C a kondenzátor kapacitása (F) 
A a kondenzátor lemezeinek felülete ({\displaystyle m^{2}}) 
d a lemezek távolsága (m) 
{\displaystyle \varepsilon _{0}} a vákuum dielektromos állandója, 8,854187817 * {\displaystyle 10^{-12}} (As/Vm)
{\displaystyle \varepsilon _{r}}  a két fegyverzet közötti anyag relatív dielektromos állandója (mértékegység nélküli mérőszám, amely megmutatja, hogy az adott dielektrikummal a kondenzátor kapacitása hányszorosa a vákuumban mért kapacitásnak)

## Dielektromos állandók
A táblázat néhány anyag relatív dielektromos állandóját mutatja.
A dielektromos állandók zérus frekvenciára és +20 °C-ra érvényesek.
| Anyag          | {\displaystyle \varepsilon _{r}} |
| -------------- | -------------------------------- |
| Vákuum         | 1                                |
| Levegő (1 atm) | 1,00059                          |
| Teflon         | 2,1                              |
| Polietilén     | 2                                |
| Üveg           | 5-19                             |
| Víz            | 80,4                             |
| Neoprén        | 6,7                              |
| Epoxi          | 3,7                              |
| Papír          | 3,3                              |
| Porcelán       | 5,4                              |

## Dielektromos állandó mérése
Többféle módon is meg lehet határozni egy anyag dielektromos állandóját.
A legegyszerűbb módszer a kapacitás mérésén alapul.
A kapacitásmérésen alapuló mérés során kondenzátort töltenek fel ismert feszültségre, majd annak töltését galvanométerrel meghatározzák. A kondenzátor méreteinek ismeretében a kapacitás értékéből számítják a dielektromos állandót.
Az állandó U feszültségre töltött kondenzátor töltése a levegővel (vákuummal) kitöltött esetben mérhető {\displaystyle \mathbf {Q} _{0}} -hoz képest a vizsgált szigetelő anyaggal kitöltve {\displaystyle \mathbf {Q} =\mathbf {Q} _{0}.\varepsilon _{r}}  értékre változik. A dielektromos állandó (relatív permittivitás) így a mért kapacitások hányadosával egyezik meg: 
{\displaystyle \varepsilon _{r}={\frac {C}{C_{0}}}}

A dielektromos állandó elektromágneses hullámhossz méréssel is megállapítható.
Ha egy szigetelőanyag relatív mágneses permeabilitása 1 értékű, akkor ugyanazon frekvenciájú elektromágneses hullám hullámhosszainak aránya a vizsgált anyagban illetve levegőben megegyezik az anyag dielektromos állandója gyökének reciprokával